# Taina călugărilor în alb

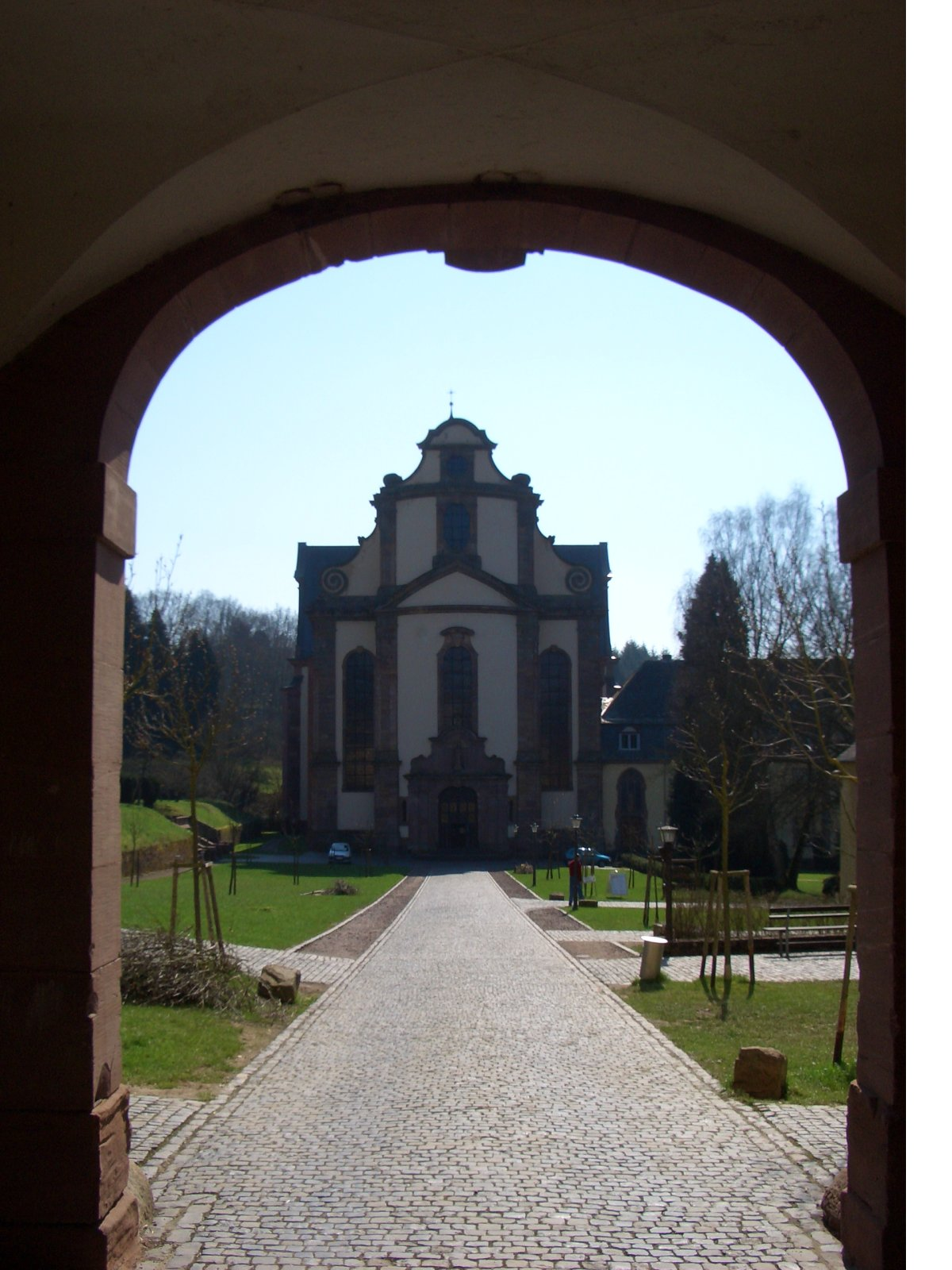
Mănăstirea Himmerod

Taina călugărilor în alb (în germană Das Geheimnis der weißen Mönche) este un roman istoric al scriitorului german Rainer M. Schröder, care a văzut pentru prima oară lumina tiparului în anul 1996. Acțiunea se petrece în perioada Războiului de Treizeci de Ani în Mănăstirea Himmerod, situată în apropierea orașului Trier. Eroul principal al romanului este tânărul Jakob Tillmann, care printr-o întâmplare nefericită a fost nevoit să fugă din mănăstire, fiind acuzat de erezie.

## Rezumat

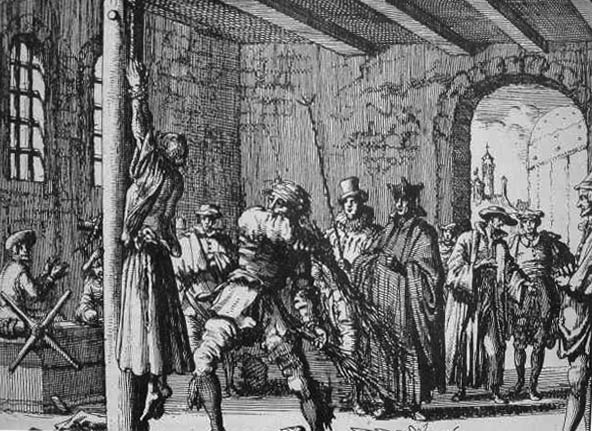
Torturarea victimei de către oamenii inchiziției

Jakob Tillmann are de luptat cu furtuna, în drum spre mănăstirea din Eifel, unde vrea să-l ducă pe călugărul Anselm, care este scuturat de friguri. Ajuns la mănăstire călugărul bolnav este dus într-un turn, iar Jakob așteaptă să primească o recompensă. Starea călugărului se agravează, el va muri subit, înainte de a putea vorbi cu superiorul ordinului din Trier, iar novicele Dominik este probabil omorât. Priorul mănăstirii, Tarzisius, deduce din cuvintele incoerente al călugărului bolnav muribund, că vina morții lui o poartă Jakob. Bănuind că va fi torturat, Jakob, ajutat de călugărul Basilius și de un suedez, fuge din mănăstire. Fiind însă rănit la mână, și fiind iarnă, el va fi prins de ceata călugărilor din Trier. Ajuns în turnul inchiziției din Trier, este torturat, Bazilius îl ajută să evadeze prin canalul de scurgere, unde îl așteaptă fratele Henrik cu o barcă. Ajunși în siguranță cei trei poposesc la birtul „Höhle des Löwen” („Bârlogul leului”) din Trier, unde Jakob se însănătoșește. Deoarece crește primejdia de a fi descoperiți, ajutați de țiganca Marga vor fugi din Trier. Jakob află pe drum de la cei doi călugări, că Anselm, călugărul mort, deținea date importante ascunse în regiune, despre cartea vrăjitoarelor (în latină Malleus Maleficarum) și că Basilius cu celălalt călugăr, vor să pună mâna pe aceste documente. În căutarea manuscriselor cei trei ajung în Koblenz, unde o vor scăpa pe țiganca Marga de a fi arsă pe rug ca vrăjitoare. Jakob și Marga se îndrăgostesc, cei doi călugări trădați vor fi prinși de oamenii starețului din Trier. Cu ajutorul nepoatei călugărului Anselm, ei reușesc să pună mâna pe manuscris, să scape de oamenii starețului și să ducă documentul la Santiago de Compostela, unde manuscrisul va fi tipărit.